# Hélio Castroneves
Hélio Castroneves (született: Hélio Castro Neves; 1975. május 10.) brazil autóversenyző, az indianapolisi 500 mérföldes autóverseny négyszeres győztese (2001, 2002, 2009, 2021), rajta kívül ez csak három versenyzőnek sikerült.
Castroneves négyszer szerezte meg a pole-pozíciót az indianapolisi 500-ra és Scott Brayton után először neki sikerült egymás után kétszer megszereznie a pole-t 2009-ben és 2010-ben. Az IndyCar Series előtt a CART-ban versenyzett ahonnan legjobb összetettbeli vagyis negyedik helye megszerzése után jött a csapatával együtt ide versenyezni.

## Pályafutása

### A kezdetek

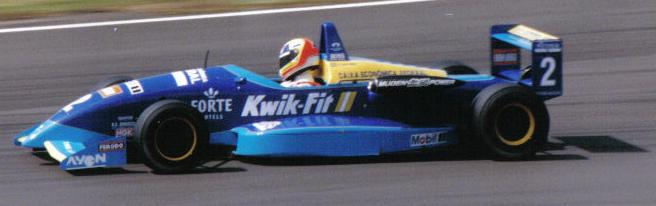
1995-ben a brit Formula–3-as bajnokság egy futamán

Pályafutását gokartozással kezdte, majd két évet a dél-amerikai Formula–3-as bajnokságban töltött. Ezt követően a brit Formula–3-as bajnokságban versenyzett, ahol 1995-ben a harmadik helyen zárta a szezont.
1996-ban és 1997-ben az amerikai Indy Lights sorozatban szerepelt. Első évében egy futamgyőzelmet szerzett és végül a hetedik helyen zárta az összetett értékelést. A 97-es szezonban két honfitársával, Tony Kanaan-al és Cristiano da Matta-val volt harcban a bajnoki címért. A bajnokságot végül Kanaan nyerte, négy pont előnnyel Hélio-val szemben.

### CART és a Penske-korszak kezdete
1998-ban került a CART sorozatba, a Bettenhausen Racing csapatához. Az 1999-es szezonban a Hogan Racing-el indult, majd a 2000-es szezonban már a Penske csapatával vett részt, mely csapatnak azóta is tagja. Hélio valójában Greg Moore helyét vette át, miután a kanadai versenyzőnek aláírt szerződése volt a 2000-es évre a Penske Racing alakulatával, ám mielőtt ténylegesen beülhetett volna a csapat autójába, az 1999-es szezonzáró versenyen, Fontanában életét vesztette.
2000-ben csapat- és honfitársa, Gil de Ferran lett a bajnok. Míg Gil két futamon győzött addig Castroneves három győzelmet szerzett. Hét futamon azonban nem ért célba és további kétszer nem szerzett pontot, végül hetedik lett.
2001-ben újfent három futamon volt első a bajnokságban. Csapattársa, de Ferran megvédte címét, Castroneves pedig a negyedik helyen zárt. Ez évben debütált az indianapolisi 500 mérföldes versenyen. A tizenegyedik helyről rajtolva megnyerte a viadalt, megszerezve Brazília első győzelmét Emerson Fittipaldi 1993-as sikere óta.

### IndyCar

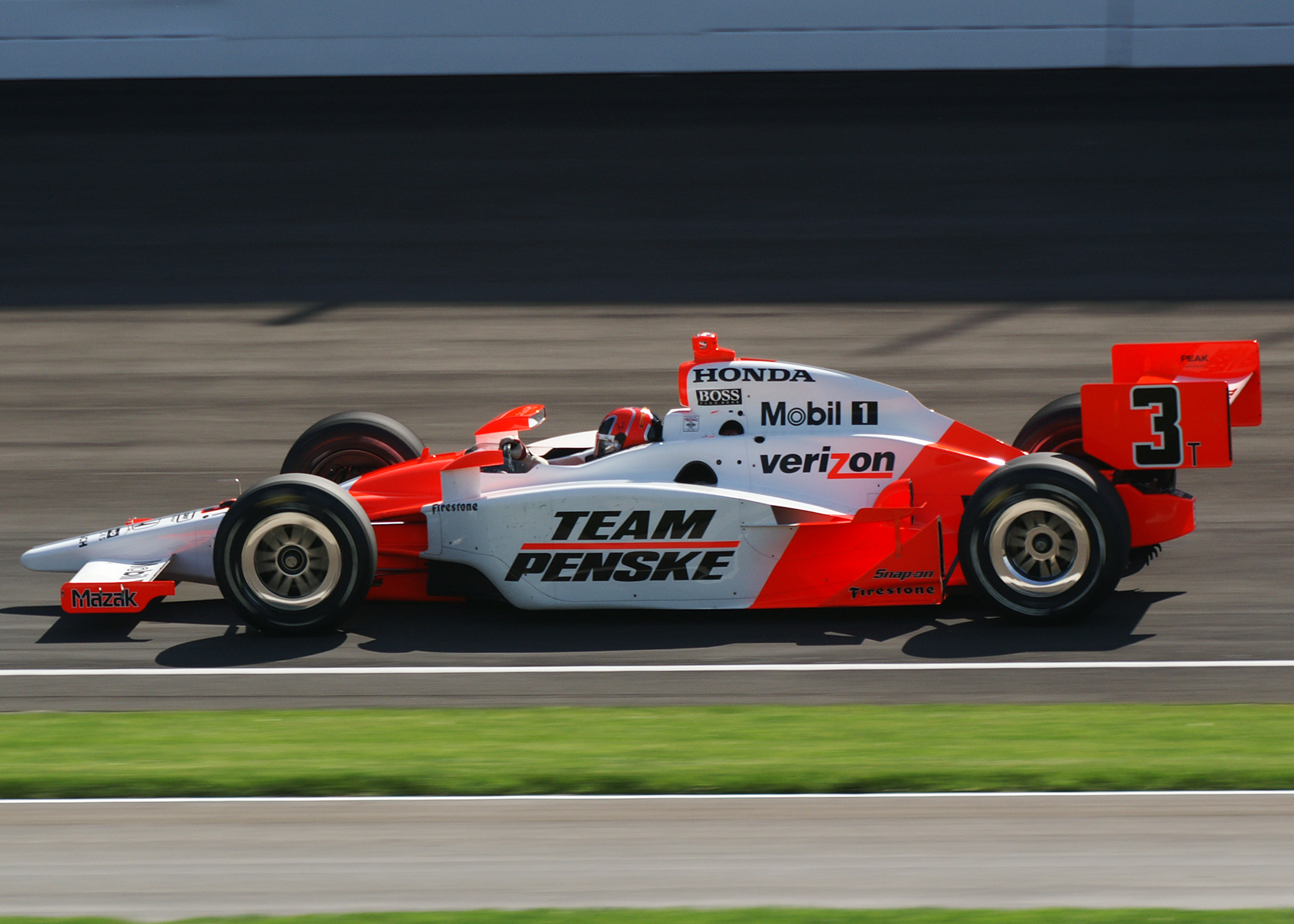
A 2009-es Indianapolisi 500-on

2002-ben csapatával együtt elhagyta a CART sorozatot és IndyCar sorozatba nevezett. Hélio már a szezon második versenyén győzni tudott. Hosszú ideig vezette a bajnokságot, ám végül húsz ponttal alulmaradt Sam Hornish Jr.-ral szemben. 2001 után újfent megnyerte az Indianapolisi 500-at.
Az ezt követő bajnokságokban rendre az élmezőnyben szerepelt. Minden évben szerzett legalább egy futamgyőzelmet és csak a 2005-ös, valamint a 2007-es szezonban nem végzett a legjobb ötben az év végi értékelésben. 2008 végén adócsalással gyanúsították meg és az elhúzódó ügy miatt kihagyni kényszerült a 2009-es szezonnyitóversenyt, de ezt követően harmadik alkalommal nyerte meg az Indianapolisi 500-at, mellyel ő lett az első nem amerikai háromszoros győztes a verseny történelmében, azóta nem sikerült nyernie a legendás viadalon.
IndyCar-pályafutása során négyszer zárt a második helyen összetettben, legutóbb 2014-ben és kétszer volt harmadik a pontversenyben. A 2015-ös évre a Penske új Chevrolet motorral és fejlesztett aerodinamikai elemekkel vágott neki. Louisianában és Long Beach-en egymás után kétszer szerzett pole-t valamint, kétszer zárt a 2. pozícióban. Az Indy 500 szabadedzésén elvesztette uralmát autója felett, majd nekicsapódott a betonfalnak és fejjel lefelé landolt. Sérülések nélkül szállt ki és az orvosok engedélyezték a futamon való indulását is, ahol végül a 7. helyen intették le. Az idény második felében Texasban és Torontóban is zsinórban lett 3. Összesítésben 453 ponttal a top5-ben rangsorolták.

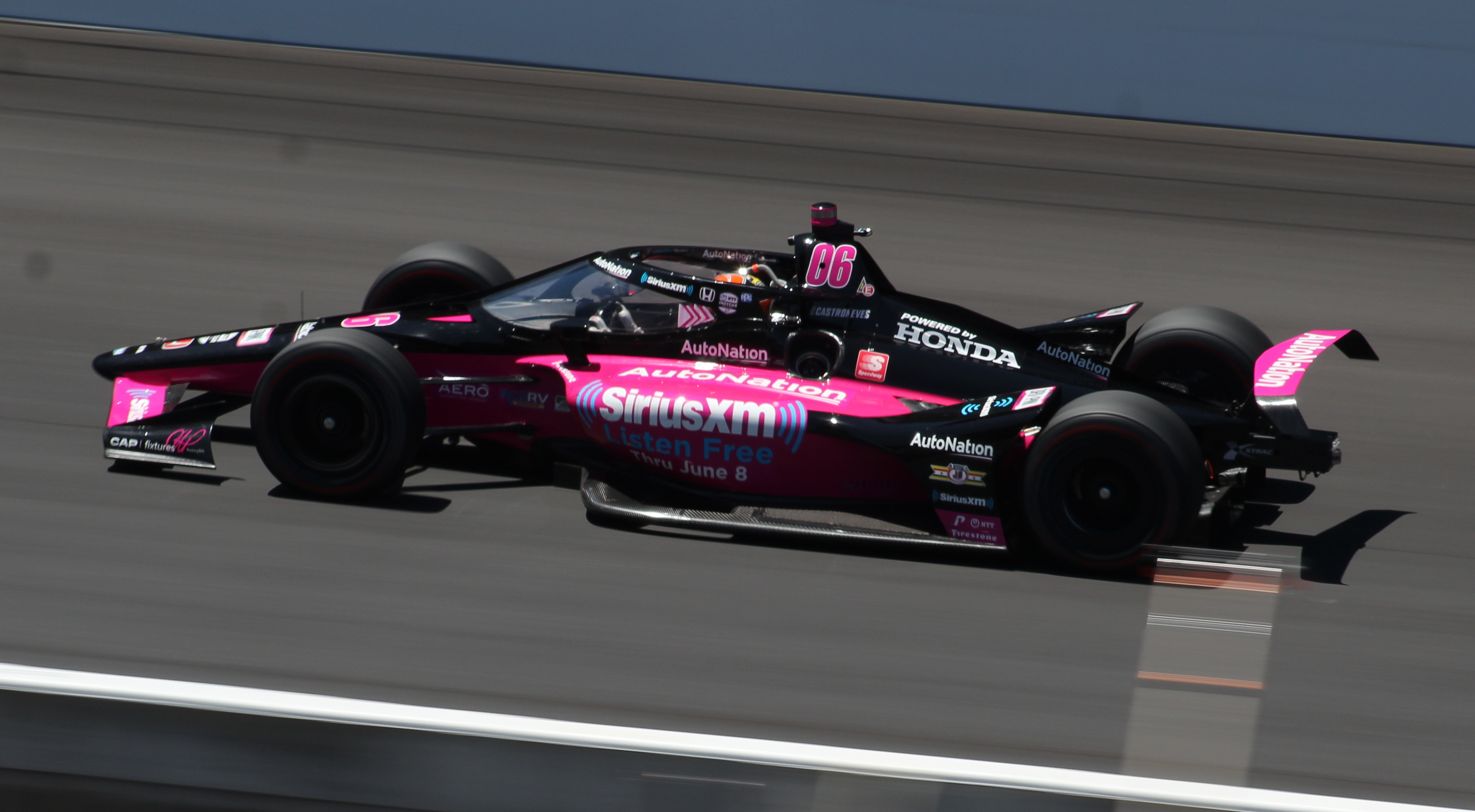
2021-ben.

2016-ban továbbra is a Penske alkalmazásában maradt. Long Beach-en rekordot döntve, 47 kört vezetett a pole-ból indulva futam során, de egy stratégiai hiba miatt a 3. helyen futott be. Az indianapolisi road vonalvezetésen egy újabb dobogót szerzett. Az Indy 500-on a 9. helyre kvalifikálta magát, vezette a mezőnyt is a futam során, majd a 160 körben ütközött J. R. Hildebranddal, ami elmozdította autója bal hátsó lökhárítóját, és veszítve a 11. lett. Torontóban 2015 után újra pódiumot ünnepelhetett és Watkins Glen-ben is felért a legjobb három közé. A poconói  ABC Supply 500-on a bokszutcai kavarodás során Alexander Rossi átemelkedett az ő autója elején. Castroneves nem sérült meg a balesetben, viszont a versenyt fel kellett adnia. 504 pontjával, két helyet javítva a pilóták között a 3. lett.
2017-ben Long Beach-en az első pozícióból indulva, a leggyorsabb kört is megfutotta, viszont elektronikai problémák miatt a 9. helyig esett vissza. Az ovál Desert Diamond West Valley Phoenix Grand Prix-en 73 kört vezetve ért célba negyedikként. Ebben az évben érte el karrierje legrosszabb indianapolisi 500-as időmérőjét, amikor a 19. pozícióban zárt. A versenyen nagy felzárkózásainak és egy jó stratégiának köszönhetően egészen a 2. helyre jött fel, az utolsó körökben még Szató Takumával is harcolt a győzelemért. Megszerezte 50. pole-pozícióját a Kohler Grand Prix-n, Road America-n. Az Iowa Corn 300-on, 2014 óta megnyerte első futamát. A Sonoma nagydíjra még reális esélye maradt a bajnoki címre, de mivel a 4. helyen haladt át a célvonalon, Josef Newgarden, Simon Pagenaud és Scott Dixon mögött a tabella 4. pozíciójában végzett 598 ponttal.
A szezon után bejelentette, hogy felhagy a teljes szezonos versenyzéssel a szériában és Penske IMSA sportautóprogramjában kapott helyet. A részmunkaidős programja részeként indult a 2018-as indianapolisi versenyeken. Az 500 mérföldes viadalon a 146. körben kicsúszott és a bokszbejárat betonfalának csapódott és kiesett. 2019-re újra nevezett a két legendás futamra. Utóbbit a 18. helyen zárta, miután James Davisonnal való ütközése miatt áthajtásos büntetést kapott.
2021-re aláírt a Meyer Shank Racinghez a Harvest Grand Prix-ra, ezzel pedig megszakadt a Team Penske-vel való kapcsolata 2000 óta. Később a tulajdonos, Michael Shank elárulta, hogy Castroneves 2021-ben náluk akart teljes évet futni újra, viszont a kérését elutasították. Az Indy 500-on, 46 évesen újra győzelmet aratott, az utolsó körökben kivédekezve Álex Palou támadásait.
2021 júliusában hivatalos lett, hogy a teljes 2022-es kiírásra aláírt az MSR-hez, ahol korábbi Penske-s csapattársa, Simon Pagenaud mellett dolgozhatott. Legjobb eredményét az Indy 500-on érte el, egy 7. helyet. Ezen kívül még Long Beach-en és Mid-Ohio-n is befért a legjobb 10-be. 2022 augusztusában további egy évvel szerződést hosszabbított a gárdával, a 2023-as szezonra is. 2023 szeptemberében bejelentette másodjára is visszavonulását a teljes éves szerepléstől, 2024-ben csak az Indy500-on áll rajthoz.

### Sportautózás

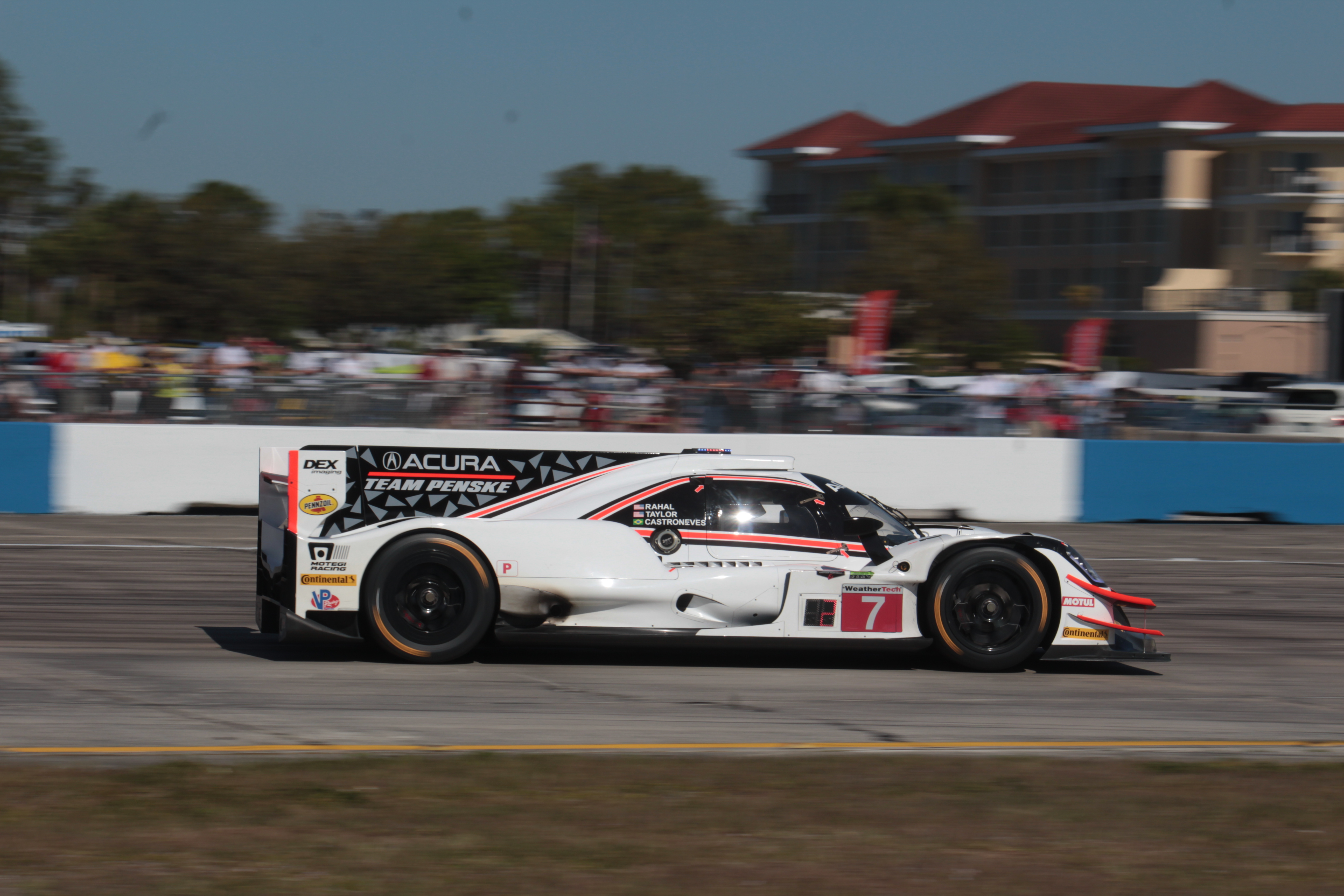
Castroneves a 2018-as Sebringi 12 óráson.

2018-ban, miután távozott az IndyCar-ból, a Team Penske sportautóprogramjában kapott teljes helyet az IMSA-ban. 2020-ban Ricky Taylorral a 7-es számú konstrukcióban körözött, hozzájuk pedig Alexander Rossi csatlakozott a nagyobb versenyeken. A Daytonai 24 órás negyedik órájában ütközött Harry Tincknell-lel, így a 8. helyen zártak. Ezt követően vegyes körülmények között sorozatban három futamot nyertek. A szezonzáró, Sebringi 12 órás megnyerésével egy ponttal megelőzve a Ryan Briscoe–Renger van der Zande párost, bajnoki címet szereztek.
A 2021-es évben a Wayne Taylor Racing (Konica Minolta Acura) színeiben megnyerte a Daytonai 24 órást egy Acura ARX-05-ös modellel. A Petit Le Mans-ra az MSR szerződtette, ahol Olivier Pla-t váltotta a 60-as autóban. 2022-ben Taylor támadásait kivédekezve, sorozatban másodjára is győzelemmel zárta a 24 órás eseményt. Sebringre, több IndyCar-pilóta mellett nem utazott el logisztikai bonyodalmak miatt, mivel egybeesett az IndyCar texasi fordulójával, így Stoffel Vandoorne váltotta.
A 2023-as Daytonai 24 órás versenyen Castroneves zsinórban a harmadik győzelmét aratta, megosztva azt az MSR Acura ARX-06 LMDh csapattársaival, Blomqvisttal, Colin Braunnal és Pagenaudval, az új GTP kategóriában. Ezt követően a Sebringi 12 órás futamon a 6. helyen végzett, miután a bal hátsó kerék felfüggesztése meghibásodott.

## Rekordjai
Castroneves jelenleg több rekordot is tart az IRL IndyCar Series sorozatban. Ő végzett a legtöbbször, szám szerint 93-szor az első tízben a futamokon. A legtöbb pole-pozíció (39), a legtöbb győzelem (23), és a legtöbb rajt (234) is az ő nevéhez fűződik.

## Magánélete
Élettársa, Adriana Henao 2009. december 28-án hozta világra lányukat, Mikaella-t.

### Becenece
Sajátos ünneplése miatt a szurkolók és a szakkommentátorok gyakran Pókembernek nevezik. A győzelmei után ugyanis rendszerint felmászik a versenypályákat övező kerítésre.

## Eredményei

### Champ Car
| Év   | Csapat              | Győzelem | Pont | Helyezés |
| ---- | ------------------- | -------- | ---- | -------- |
| 1998 | Bettenhausen Racing | 0        | 36   | 17.      |
| 1999 | Hogan Racing        | 0        | 48   | 15.      |
| 2000 | Team Penske         | 3        | 129  | 7.       |
| 2001 | Team Penske         | 3        | 141  | 4.       |

### Teljes IndyCar eredménysorozata
(Táblázat értelmezése)

(Félkövér: pole-pozícióból indult; dőlt: leggyorsabb kört futott) 

| Év   | Csapat             | 1      | 2      | 3      | 4       | 5       | 6       | 7       | 8      | 9      | 10     | 11     | 12     | 13     | 14     | 15     | 16     | 17     | 18     | 19     | Helyezés | Pont |
| ---- | ------------------ | ------ | ------ | ------ | ------- | ------- | ------- | ------- | ------ | ------ | ------ | ------ | ------ | ------ | ------ | ------ | ------ | ------ | ------ | ------ | -------- | ---- |
| 2001 | Team Penske        | PHX 18 | HMS    | ATL    | INDY 1  | TXS     | PPIR    | RIR     | KAN    | NSH    | KTY    | STL    | CHI    | TX2    |        |        |        |        |        |        | 24.      | 64   |
| 2002 | Team Penske        | HMS 3  | PHX 1  | FON 5  | NZR 5   | INDY 1  | TXS 4   | PPIR 2  | RIR 17 | KAN 3  | NSH 9  | MIS 6  | KTY 5  | STL 2  | CHI 4  | TX2 2  |        |        |        |        | 2.       | 511  |
| 2003 | Team Penske        | HMS 3  | PHX 2  | MOT 22 | INDY 2  | TXS 7   | PPIR 12 | RIR 2   | KAN 2  | NSH 3  | MIS 17 | STL 1  | KTY 5  | NZR 1  | CHI 20 | FON 6  | TX2 13 |        |        |        | 3.       | 484  |
| 2004 | Team Penske        | HMS 2  | PHX 6  | MOT 3  | INDY 9  | TXS 12  | RIR 3   | KAN 7   | NSH 3  | MIL 12 | MIS 10 | KTY 12 | PPIR 6 | NZR 5  | CHI 10 | FON 7  | TX2 1  |        |        |        | 4.       | 446  |
| 2005 | Team Penske        | HMS 5  | PHX 2  | STP 20 | MOT 11  | INDY 9  | TXS 5   | RIR 1   | KAN 8  | NSH 5  | MIL 16 | MIS 21 | KTY 5  | PPIR 4 | SNM 21 | CHI 2  | WGL 12 | FON 9  |        |        | 6.       | 440  |
| 2006 | Team Penske        | HMS 2  | STP 1  | MOT 1  | INDY 25 | WGL 7   | TXS 1   | RIR 10  | KAN 6  | NSH 5  | MIL 14 | MIS 1  | KTY 3  | SNM 5  | CHI 4  |        |        |        |        |        | 3.       | 473  |
| 2007 | Team Penske        | HMS 9  | STP 1  | MOT 7  | KAN 3   | INDY 3  | MIL 16  | TXS 16  | IOW 8  | RIR 11 | WGL 18 | NSH 6  | MDO 3  | MIS 17 | KTY 9  | SNM 2  | DET 14 | CHI 4  |        |        | 6.       | 446  |
| 2008 | Team Penske        | HMS 4  | STP 2  | MOT1 2 | LBH     | KAN 4   | INDY 4  | MIL 5   | TXS 2  | IOW 14 | RIR 2  | WGL 16 | NSH 3  | MDO 2  | EDM 2  | KTY 2  | SNM 1  | DET 2  | CHI 1  | SRF² 7 | 2.       | 629  |
| 2009 | Team Penske        | STP    | LBH 7  | KAN 2  | INDY 1  | MIL 11  | TXS 1   | IOW 7   | RIR 17 | WGL 4  | TOR 18 | EDM 2  | KTY 4  | MDO 12 | SNM 18 | CHI 20 | MOT 10 | HMS 5  |        |        | 4.       | 433  |
| 2010 | Team Penske        | SAO 9  | STP 4  | ALA 1  | LBH 7   | KAN 4   | INDY 9  | TXS 20  | IOW 2  | WGL 9  | TOR 24 | EDM 10 | MDO 3  | SNM 5  | CHI 6  | KTY 1  | MOT 1  | HMS 5  |        |        | 6.       | 305  |
| 2011 | Team Penske        | STP 20 | ALA 7  | LBH 12 | SAO 21  | INDY 17 | TXS1 10 | TXS2 4  | MIL 9  | IOW 7  | TOR 17 | EDM 2  | MDO 19 | NHA 17 | SNM 2  | BAL 17 | MOT 22 | KTY 29 | LVS T  |        | 11.      | 312  |
| 2012 | Team Penske        | STP 1  | ALA 3  | LBH 13 | SAO 4   | INDY 10 | DET 17  | TXS 7   | MIL 6  | IOW 6  | TOR 6  | EDM 1  | MDO 16 | SNM 6  | BAL 10 | FON 5  |        |        |        |        | 4.       | 431  |
| 2013 | Team Penske        | STP 2  | ALA 3  | LBH 10 | SAO 13  | INDY 6  | DET 5   | DET 8   | TXS 1  | MIL 2  | IOW 8  | POC 8  | TOR 6  | TOR 2  | MDO 6  | SNM 7  | BAL 9  | HOU 18 | HOU 23 | FON 6  | 2.       | 550  |
| 2014 | Team Penske        | STP 3  | LBH 11 | ALA 19 | IMS 3   | INDY 2  | DET 5   | DET 1   | TXS 8  | HOU 9  | HOU 21 | POC 2  | IOW 8  | TOR 2  | TOR 12 | MDO 19 | MIL 11 | SNM 18 | FON 14 |        | 2.       | 609  |
| 2015 | Team Penske        | STP 4  | NLA 2  | LBH 2  | ALA 15  | IMS 6   | INDY 7  | DET 6   | DET 19 | TXS 3  | TOR 3  | FON 23 | MIL 2  | IOW 11 | MDO 15 | POC 16 | SNM 15 |        |        |        | 5.       | 453  |
| 2016 | Team Penske        | STP 4  | PHX 11 | LBH 3  | ALA 7   | IMS 2   | INDY 11 | DET 5   | DET 14 | ROA 5  | IOW 13 | TOR 2  | MDO 15 | POC 19 | TXS 5  | WGL 3  | SNM 7  |        |        |        | 3.       | 504  |
| 2017 | Team Penske        | STP 6  | LBH 9  | ALA 4  | PHX 4   | IMS 5   | INDY 2  | DET 7   | DET 9  | TXS 20 | ROA 3  | IOW 1  | TOR 8  | MDO 7  | POC 7  | GTW 4  | WGL 4  | SNM 5  |        |        | 4.       | 598  |
| 2018 | Team Penske        | STP    | PHX    | LBH    | ALA     | IMS 6   | INDY 27 | DET     | DET    | TXS    | ROA    | IOW    | TOR    | MDO    | POC    | GTW    | POR    | SNM    |        |        | 32.      | 40   |
| 2019 | Team Penske        | STP    | COA    | ALA    | LBH     | IMS 21  | INDY 18 | DET     | DET    | TXS    | ROA    | TOR    | IOW    | MDO    | POC    | GTW    | POR    | LAG    |        |        | 29.      | 33   |
| 2020 | Team Penske        | TXS    | IMS    | ROA    | ROA     | IOW     | IOW     | INDY 11 | GTW    | GTW    | MDO    | MDO    |        |        |        |        |        |        |        |        | 27.      | 57   |
| 2020 | Arrow McLaren SP   |        |        |        |         |         |         |         |        |        |        |        | IMS 20 | IMS 21 | STP    |        |        |        |        |        | 27.      | 57   |
| 2021 | Meyer Shank Racing | ALA    | STP    | TXS    | TXS     | IMS     | INDY 1  | DET     | DET    | ROA    | MDO    | NSH 9  | IMS 21 | GTW    | POR 23 | LAG 24 | LBH 20 |        |        |        | 22.      | 158  |
| 2022 | Meyer Shank Racing | STP 14 | TXS 23 | LBH 9  | ALA 21  | IMS 14  | INDY 7  | DET 25  | ROA 22 | MDO 8  | TOR 17 | IOW 16 | IOW 21 | IMS 19 | NSH 13 | GTW 15 | POR 17 | LAG 19 |        |        | 18.      | 263  |
| 2023 | Meyer Shank Racing | STP 23 | TXS 10 | LBH 21 | ALA 21  | IMS 22  | INDY 15 | DET 19  | ROA 15 | MDO 21 | TOR 21 | IOW 14 | IOW 16 | NSH 11 | IMS 15 | GTW 23 | POR 14 | LAG 13 |        |        | 18.      | 217  |
| 2024 | Meyer Shank Racing | STP    | TRM2   | LBH    | ALA     | IMS     | INDY .  | DET     | ROA    | LAG    | MDO    | IOW    | IOW    | TOR    | GTW    | POR    | MIL    | MIL    | NSH    |        | —        | 0    |

1 A Long Beach-i és a Japán versenyt ugyanazon a napon rendezték a Champ Car és az IRL pilótáknak és mindkét verseny bele számít a bajnokságba.
2 A verseny nem számít bele a bajnokságba

#### Indianapolis 500
| Év   | Kasztni | Motor      | Rajthely | Eredmény | Csapat             |
| ---- | ------- | ---------- | -------- | -------- | ------------------ |
| 2001 | Dallara | Oldsmobile | 11       | 1        | Penske             |
| 2002 | Dallara | Chevrolet  | 13       | 1        | Penske             |
| 2003 | Dallara | Toyota     | 1        | 2        | Penske             |
| 2004 | Dallara | Toyota     | 8        | 9        | Penske             |
| 2005 | Dallara | Toyota     | 5        | 9        | Penske             |
| 2006 | Dallara | Honda      | 2        | 25       | Penske             |
| 2007 | Dallara | Honda      | 1        | 3        | Penske             |
| 2008 | Dallara | Honda      | 4        | 4        | Penske             |
| 2009 | Dallara | Honda      | 1        | 1        | Penske             |
| 2010 | Dallara | Honda      | 1        | 9        | Penske             |
| 2011 | Dallara | Honda      | 16       | 17       | Penske             |
| 2012 | Dallara | Chevrolet  | 6        | 10       | Team Penske        |
| 2013 | Dallara | Chevrolet  | 8        | 6        | Team Penske        |
| 2014 | Dallara | Chevrolet  | 4        | 2        | Team Penske        |
| 2015 | Dallara | Chevrolet  | 5        | 7        | Team Penske        |
| 2016 | Dallara | Chevrolet  | 9        | 11       | Team Penske        |
| 2017 | Dallara | Chevrolet  | 19       | 2        | Team Penske        |
| 2018 | Dallara | Chevrolet  | 8        | 27       | Team Penske        |
| 2019 | Dallara | Chevrolet  | 12       | 18       | Team Penske        |
| 2020 | Dallara | Chevrolet  | 28       | 11       | Team Penske        |
| 2021 | Dallara | Honda      | 8        | 1        | Meyer Shank Racing |
| 2022 | Dallara | Honda      | 27       | 7        | Meyer Shank Racing |
| 2023 | Dallara | Honda      | 20       | 15       | Meyer Shank Racing |
| 2024 | Dallara | Honda      |          |          | Meyer Shank Racing |

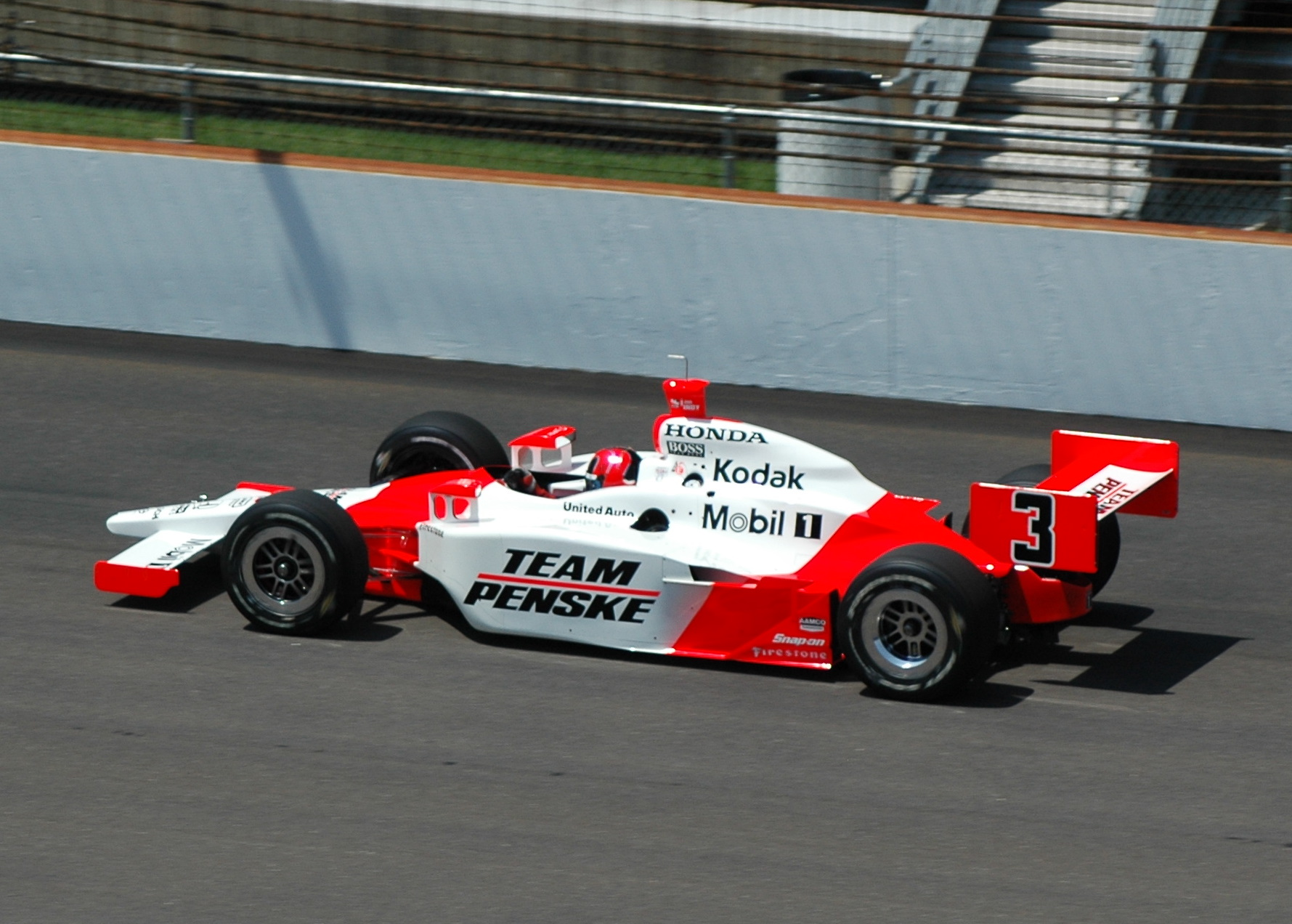
A 2007-es indianapolisi 500-on

Castroneves érte el zsinórban a legjobb eredményeket 2001 és 2003 között, mely megegyezik Al Unser 1970 és 1972 között mutatott eredményeivel.

### Daytonai 24 órás autóverseny
| Év   | Csapat                | Csapattárs                                      | Autó         | Kategória | Kör | Összetett Helyezés | Kategória Helyezés |
| ---- | --------------------- | ----------------------------------------------- | ------------ | --------- | --- | ------------------ | ------------------ |
| 2018 | Acura Team Penske     | Graham Rahal Ricky Taylor                       | Acura ARX-05 | P         | 793 | 9.                 | 6.                 |
| 2019 | Acura Team Penske     | Alexander Rossi Ricky Taylor                    | Acura ARX-05 | DPi       | 593 | 3.                 | 3.                 |
| 2020 | Acura Team Penske     | Alexander Rossi Ricky Taylor                    | Acura ARX-05 | DPi       | 811 | 8.                 | 8.                 |
| 2021 | Konica Minolta Acura  | Alexander Rossi Ricky Taylor Filipe Albuquerque | Acura ARX-05 | DPi       | 807 | 1.                 | 1.                 |
| 2022 | MSR w/ Curb-Agajanian | Simon Pagenaud Tom Blomqvist Oliver Jarvis      | Acura ARX-05 | DPi       | 761 | 1.                 | 1.                 |
| 2023 | MSR w/ Curb-Agajanian | Simon Pagenaud Tom Blomqvist Colin Braun        | Acura ARX-06 | GTP       | 783 | 1.                 | 1.                 |